# 聖胡安德利庫皮斯區
7°17′29″S 78°29′50″W / 7.2914°S 78.4973°W
聖胡安德利庫皮斯區（西班牙語：Distrito de San Juan de Licupis），是秘魯的一個區，位於該國北部卡哈馬卡大區的喬塔省，始建於1987年9月11日，面積205平方公里，海拔高度3,030米，2005年人口1,190，人口密度每平方公里5.8人。